# Implícito
Em um texto, existem informações e sentidos que não são percebidos pelo significado das expressões usadas nas frases, mas sim por dados do contexto em que o texto está inserido, e mesmo por dados fornecidos pelo próprio texto. Essas informações recebem o nome de implícitos, e são fundamentais para a boa e correta interpretação e compreensão do texto.
Entender as informações implícitas no texto permite ao leitor uma leitura mais aberta e eficiente. Saindo da superfície do texto e levando o leitor para além do que foi escrito.

## Tipos de implícitos
Os implícitos podem ser marcados gramaticalmente nas frases ou textos, por elementos chamados de marcadores sendo eles: os pressupostos, os acarretamentos e a ironia.
- Pressupostos: Os pressupostos são informações implícitas que são marcadas lexicalmente na frase. As informações implícitas decorrem de palavras ou expressões contidas nas frases. Diz-se que uma informação é pressuposta quando o enunciado depende dela para fazer sentido.

Vejamos o exemplo a seguir: a frase “O carro da minha mãe quebrou”.  Podemos concluir que: 1⁰- “Você tem mãe”; 2⁰- “Sua mãe possui um carro”; 3⁰- “Carros são tipos de coisas que quebram”. Numa sentença simples como essa compreendemos que a sentença pressupõe todo esse conteúdo.
- Acarretamento: os acarretamentos são fenômenos semânticos que funcionam no posto, ou seja, aquilo que está ligado ao sentido literal do enunciado. Os acarretamentos podem ocorrer como relações semânticas de sinonímia ou hiperonímia entre enunciados ou por troca de vozes no enunciado. Temos acarretamento toda vez que a verdade de uma sentença implica a verdade de outra, é o que é correto afirmar a partir da frase dada, simplesmente pela significação de suas palavras.

Vejamos a frase: “Tico é um pardal” podemos acarretar que Tico é um pássaro. Outro exemplo, observemos a frase “Paula conseguiu pagar a conta.” Os acarretamentos corretos que fazemos a partir da frase são: Paula conseguiu pagar a conta e Paula tinha dinheiro. 
- Ironia: A ironia é um dos expedientes mais comum, no uso cotidiano para gerar implícitos. A ironia tem como objetivo apresentar nas frases o sentido oposto de seu contexto literal. Uma frase irônica costuma-se afirmar exatamente o contrário daquilo que se pensa. Na escrita, costuma-se representar a forma irônica numa frase o uso das aspas (“”) ou usando reticências (...) no final da sentença.

Exemplos: 1⁰- Como você está “lindo” nessa roupa. 2⁰- Acho que esta televisão está muito “barata” nesta loja! 3⁰- Nem sei como descrever sua beleza... 
Existe algumas formas populares de dar indiretas e construir ironias, como exemplifica a sentença “É verdade! Essa menina bonita! É mais bonita que noite de trovoada com enchente!”
Os implícitos, são chamados popularmente de “entrelinhas” ou “indiretas”, e são formas de dizer o que não temos coragem de dizer abertamente. Isso mostra a importância de saber ler os implícitos, não apenas em textos escritos, mas também no mundo.